# فلوتاكيزون/سالميتيرول
فلوتاكيزون/سالميتيرول (بالإنجليزية: Fluticasone/salmeterol)‏ هي تركيبة دوائية تباع تحت الاسم التجاري أدفير (Advair) وغيرها من الأسماء التجارية الأخرى، ويكون دواء مركب بجرعة ثابتة يحتوي على فلوتاكيزون بروبيونات وسالميتيرول. يتم استخدامه في علاج الربو ومرض الانسداد الرئوي المزمن (COPD). ويتم استخدامه عن طريق استنشاق الدواء في الرئتين.
تشمل الآثار الجانبية الشائعة مرض القلاع والصداع والسعال. وقد تشمل الآثار الجانبية الخطيرة تفاقم الربو، وصدمات الحساسية، والنوبات، ومشاكل القلب.أما بالنسبة للسلامة خلال الحمل والرضاعة الطبيعية فهي غير واضحة.
يعمل فلوتاكيزون والذي هو في تركيبته كورتيكوستيرويد، عن طريق تقليل الالتهاب بينما يعمل السالميتيرول، وهو من ناهضات المستقبلة الأدرينية-بيتا مديدة المفعول (LABA)، عن طريق تنشيط مستقبلات بيتا 2 الأدرينالية.
تمت الموافقة على التركيبة الدوائية للاستخدام الطبي في الولايات المتحدة في عام 2000. وتمت الموافقة على إصداره تحت الاسم العلمي للتركيبة في الولايات المتحدة في عام 2019. وفي عام 2020، كان الدواء رقم 56 الأكثر شيوعًا في الولايات المتحدة مع أكثر من 11 مليون وصفة طبية.